# 指令寄存器
指令暫存器（英語：Instruction register）在電腦科學中是中央處理器中控制單元用來儲存執行中指令的暫存器。在簡易的處理器中，每個將被執行的指令都會被存入指令暫存器中。從解碼、準備到執行完成的過程中都會被持續的保存。
有些較為複雜的處理器使用管線化暫存器，其中管線上每個階段只負責解碼、準備或執行的其中一個，然後再傳遞至下一個階段。現代的處理器甚至可以不用按照順序做某些動作，也就是平行計算。
在指令暫存器中將運算代碼解碼的步驟包含確定指令、確定運算對象所在的記憶體位址、從記憶體中提取運算對象、分配處理器的資源來執行指令。
指令暫存器的輸出可以用來控制執行指令時產生控制處理元件時間訊號的電路。
在指令周期中，指令在處理器從程式計數器取出其記憶體位址後才存入指令暫存器。